# Homai Vyarawalla
Homai Vyarawalla[zápis?] (9. prosince 1913, Navsari, Gudžarát – 15. ledna 2012), běžně známá pod pseudonymem Dalda 13, byla indická fotografka a první žena – fotožurnalistka. Začala pracovat na konci 30. let a do důchodu odešla na začátku 70. let. V roce 2011 jí byla udělena Padma Vibhušan, druhé nejvyšší civilní vyznamenání Indické republiky. Byla jednou z prvních žen v Indii, která se přidala k mainstreamovému publikování, když nastoupila do The Illustrated Weekly of India.

## Životopis
Homai Vyarawalla se narodila 9. prosince 1913 do rodiny Pársů v Navsari v Gudžarátu. Vyarawalla strávila dětství stěhováním z místa na místo s otcovou kočovnou divadelní společností. Po přestěhování do Bombaje studovala Homai na Bombajské univerzitě a na umělecké škole Sira J. J.

## Osobní život
Vyarawalla si vzala za manžela Manekshawa Jamshetjiho Vyarawallu, který pracoval jako účetní a fotograf pro The Times of India. V roce 1970, rok po manželově smrti, se fotografie vzdala, protože nechtěla pracovat s novou generací paparazzi kultury.
Homai Vyarawalla se poté přestěhovala do Pilani v Rádžasthánu se svým jediným synem Farouqem, který učil na BITS Pilani. Se svým synem se v roce 1982 vrátila do Vádódary (dříve Baroda). Po smrti svého syna na rakovinu v roce 1989 žila sama v malém bytě v Barodě a trávila čas zahradničením.

## Kariéra

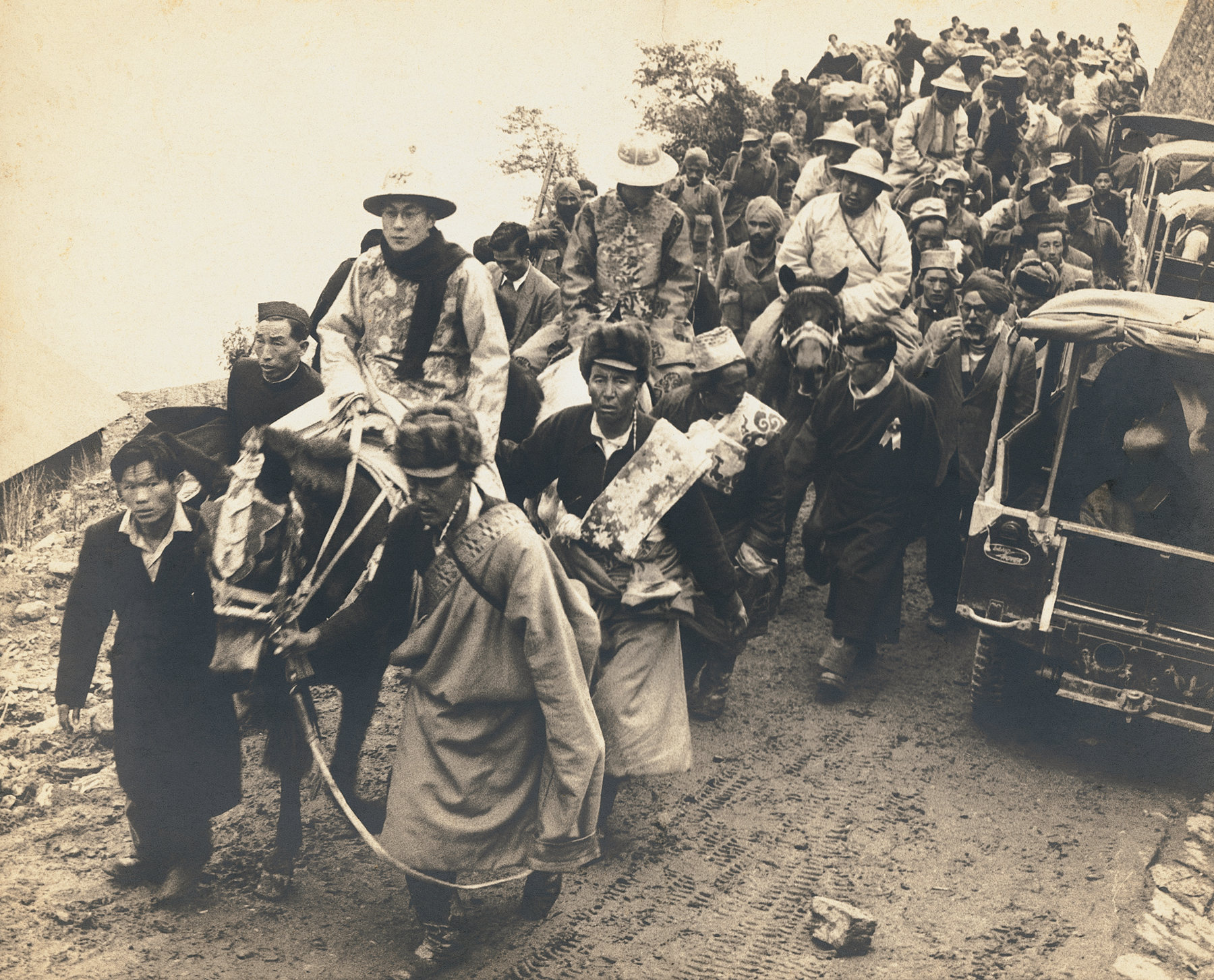
Dalajláma ve slavnostním oděvu vstupuje do Indie přes průsmyk Nathu La v Sikkimu, 24. listopadu 1956

Vyarawalla zahájila svou kariéru ve třicátých letech 20. století. Na začátku druhé světové války začala pracovat na úkolech pro bombajský časopis The Illustrated Weekly of India, který publikoval mnoho jejích nejobdivovanějších černobílých fotografií. Jelikož byla Vyarawalla neznámá a ještě navíc žena, byly v prvních letech kariéry její fotografie publikovány pod jménem jejího manžela. Vyarawalla uvedla, že jelikož ženy nebyly jako novinářky brány vážně, dokázala pořizovat vysoce kvalitní fotografie a bez rušivého zásahu:
Lidé byli spíše ortodoxní. Nechtěli, aby se ženy pohybovaly po prostoru, a když mě viděli v sárí s fotoaparátem, jak se potloukám okolo, považovali to za velmi zvláštní situaci. Zpočátku si mysleli, že se jen tak bavím s foťákem, jen se předvádím nebo tak něco a nebrali mě vážně. Ale to pro mne bylo výhodné, protože jsem mohla chodit do citlivých oblastí, tam také fotografovat a nikdo mě nezastavil. Takže jsem mohla pořídit ty nejlepší fotografie a nechat je zveřejnit. Teprve když byly snímky zveřejněny, lidé si uvědomili, jak vážná je moje práce.
Homai Vyarawalla in Dalda 13: A Portrait of Homai Vyarawalla (1995)
Nakonec její fotografie získaly uznání na státní úrovni, zejména poté, co se v roce 1942 přestěhovala do Dillí, aby se připojila k Britské informační službě. Jako novinářská fotografka portrétovala v období před nezávislostí řadu politických a národních vůdců, včetně Mahátma Gándhího, Džaváharlála Néhrúa, Muhammada Alí Džinnáha, Indiru Gándhíovou a rodinu Nehru-Gándhí.
V roce 1956 fotografovala pro časopis Liffe dalajlámu Tändzina Gjamcchoa, když poprvé vstoupil do indického Sikkimu průsmykem Nathu La.
Většina jejích fotografií byla publikována pod pseudonymem „Dalda 13“. Důvodem jejího výběru tohoto jména bylo, že jejím rokem narození byl rok 1913, potkala svého manžela ve svých třinácti letech a poznávací značka jejího prvního automobilu byla „DLD 13“.
V roce 1970, krátce po smrti svého manžela, se Homai Vyarawalla rozhodla vzdát se fotografie a stěžovala si na „špatné chování“ nové generace fotografů. Za posledních více než 40 let svého života nepořídila ani jednu fotografii. Na otázku, proč přestala fotografovat, když byla na vrcholu své profese, řekla:
Už to za to nestálo. Měli jsme pravidla pro fotografy; dokonce jsme dodržovali dress code. Chovali jsme k sobě s respektem, jako kolegové. Ale pak se věci změnily k horšímu. Zajímalo je jen vydělat pár rychlých peněz. Už jsem nechtěla být součástí davu.

Ve zralém věku dala Vyarawalla svou sbírku fotografií Umělecké nadaci Alkazi v Dillí a v roce 2010 nadace ve spolupráci s Národní galerií moderního umění v Bombaji (NGMA) představila retrospektivu její práce. V roce 1998 byla poctěna cenou Chameli Devi Jain Award za vynikající ženskou mediátorku.
Google ocenil Vyarawallu ke 104. výročí jejího narození doodlem „First Lady of the Lens“ („První dáma objektivu“).

## Smrt
V lednu 2012 Vyarawalla spadla z postele a zlomila si kyčelní kost. Sousedi jí pomohli dostat se do nemocnice, kde se u ní objevily komplikace s dýcháním. Trpěla intersticiální plicní chorobou, která vedla k její smrti dne 15. ledna 2012.

## Galerie

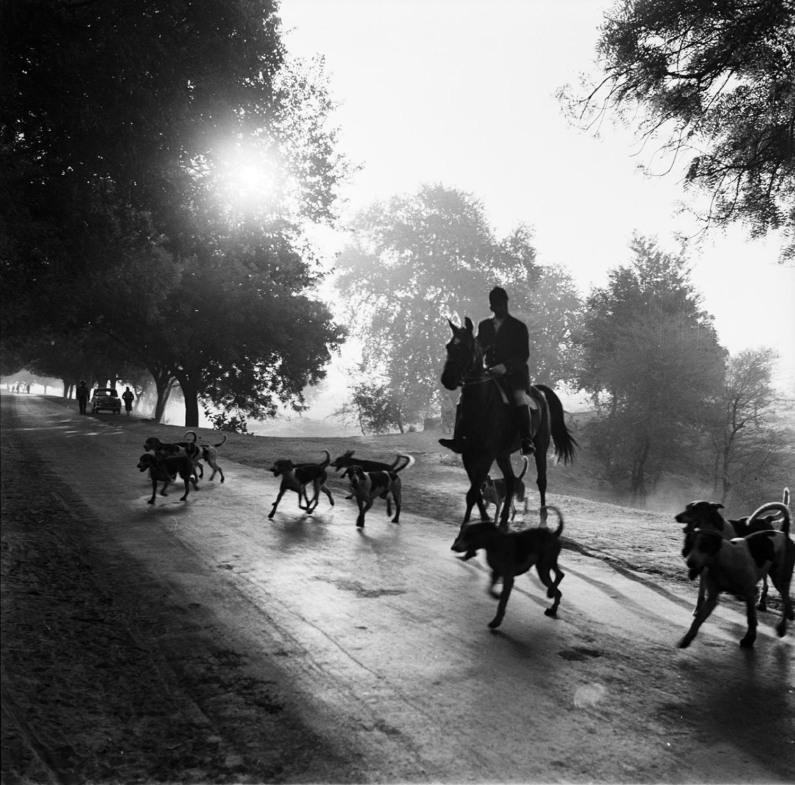
Lov lišek v Dillí vedený plk. Sáhním, 1940–1945
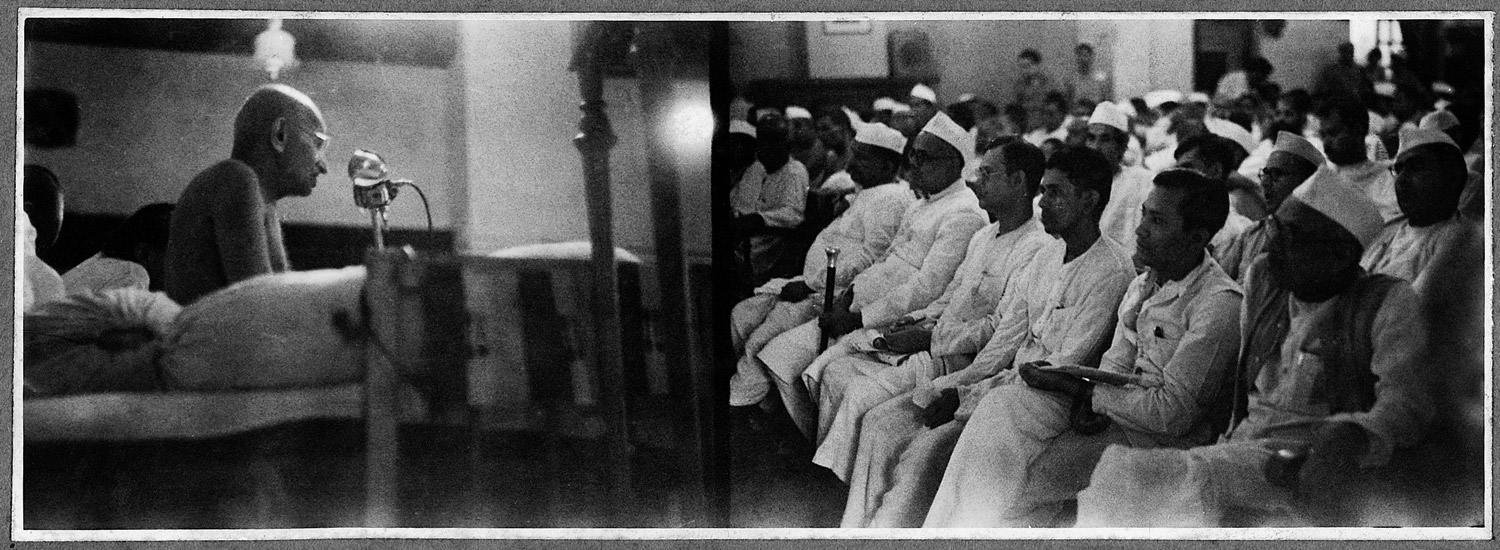
Gándhí před delegáty Kongresového výboru, 1947
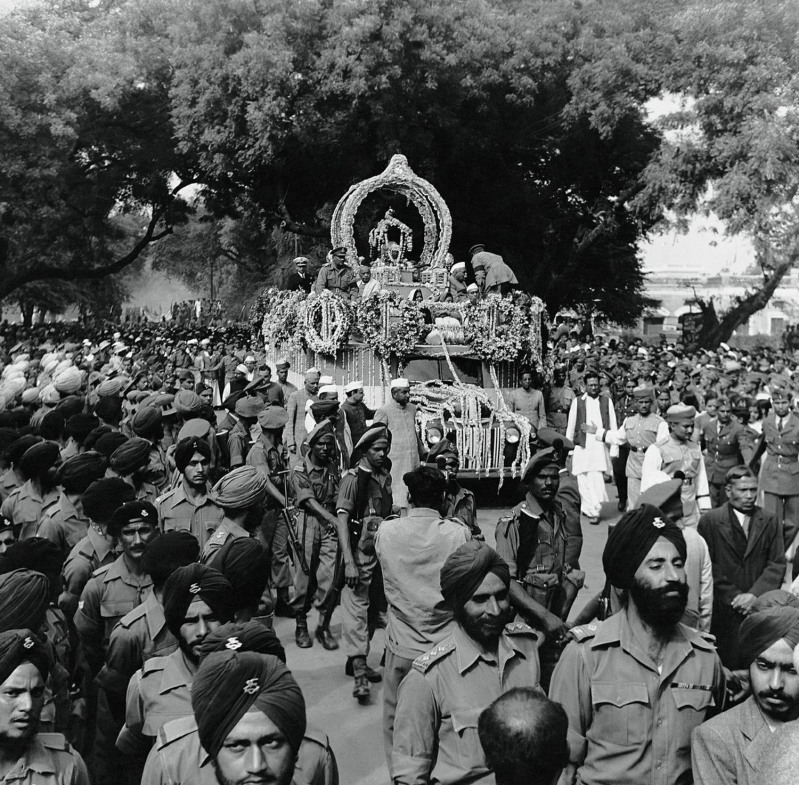
Pohřební procesí Mahátma Gándhího, únor 1948
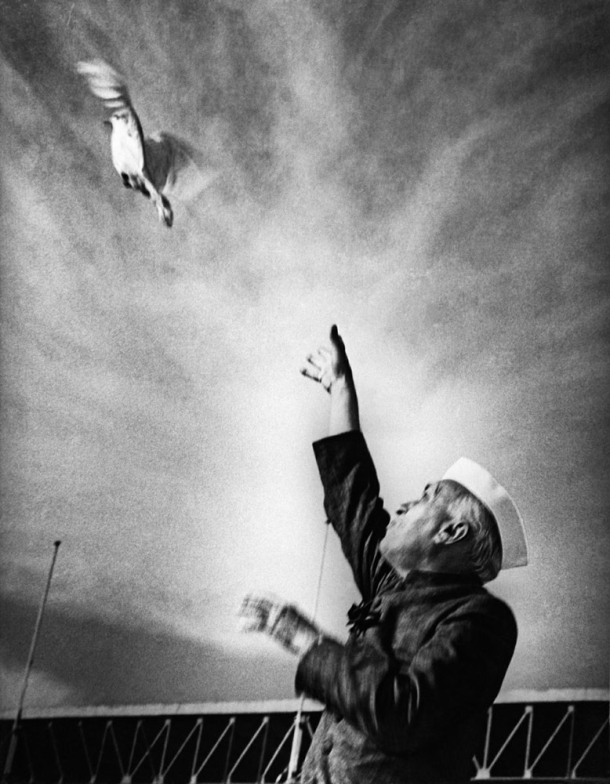
Džaváharlál Néhrú vypouští holubici během své veřejné funkce na Národním stadionu v Novém Dillí, 1950–1960
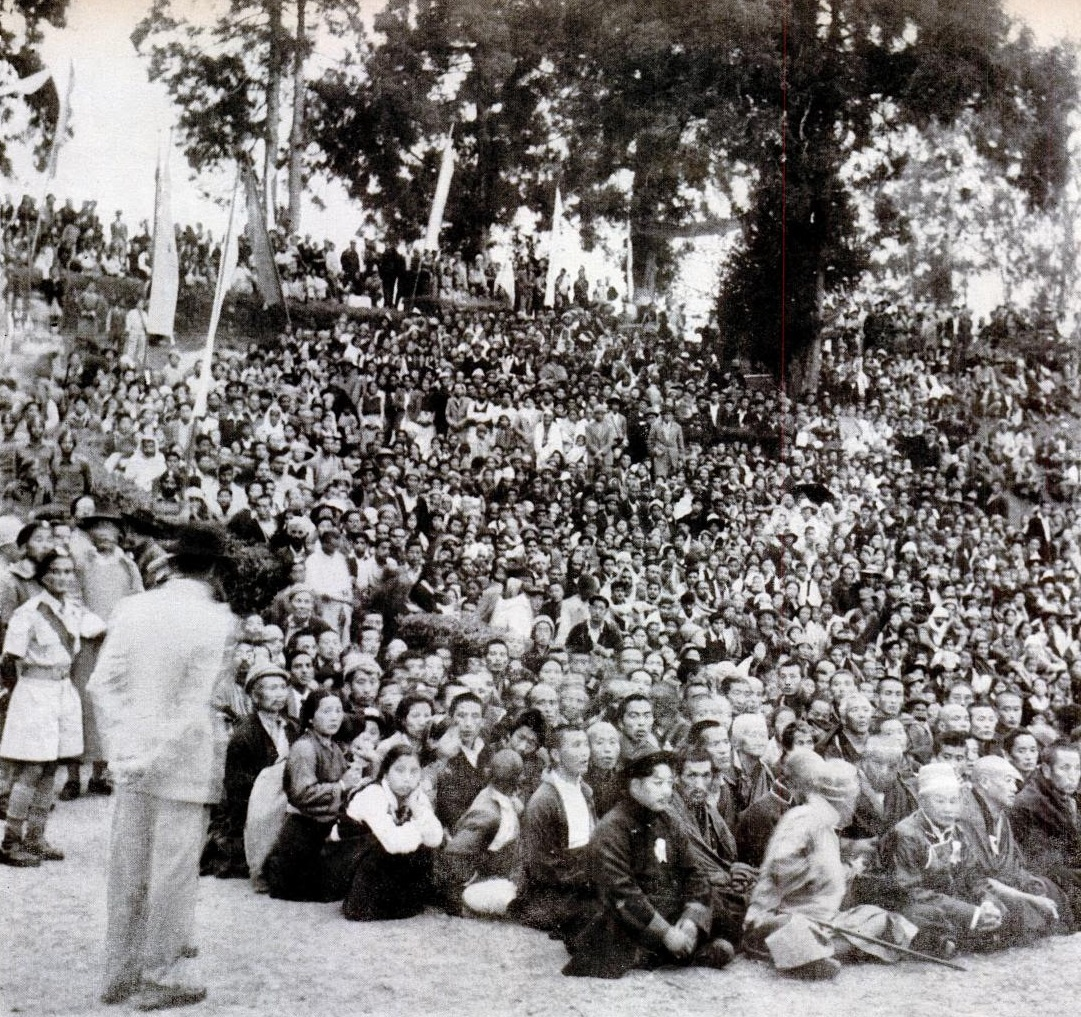
Pietní shromáždění v klášteře v Sikkimu, lidé poslouchají, jak jim dalajláma říká, aby dodržovali buddhistické zásady lásky a nenásilí, 1956
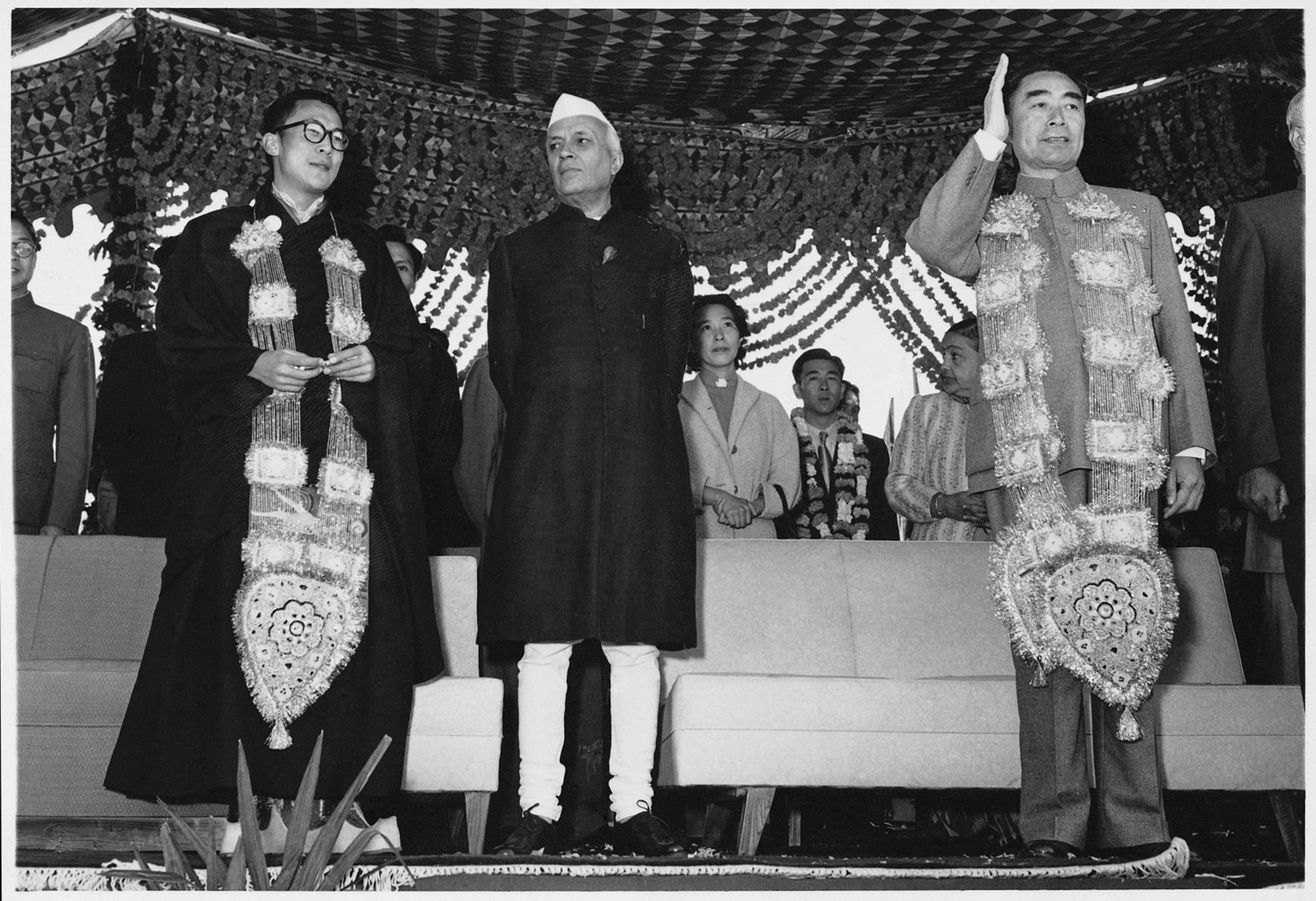
Dalajláma, Néhrú a Čou En-laj v Indii, 1956
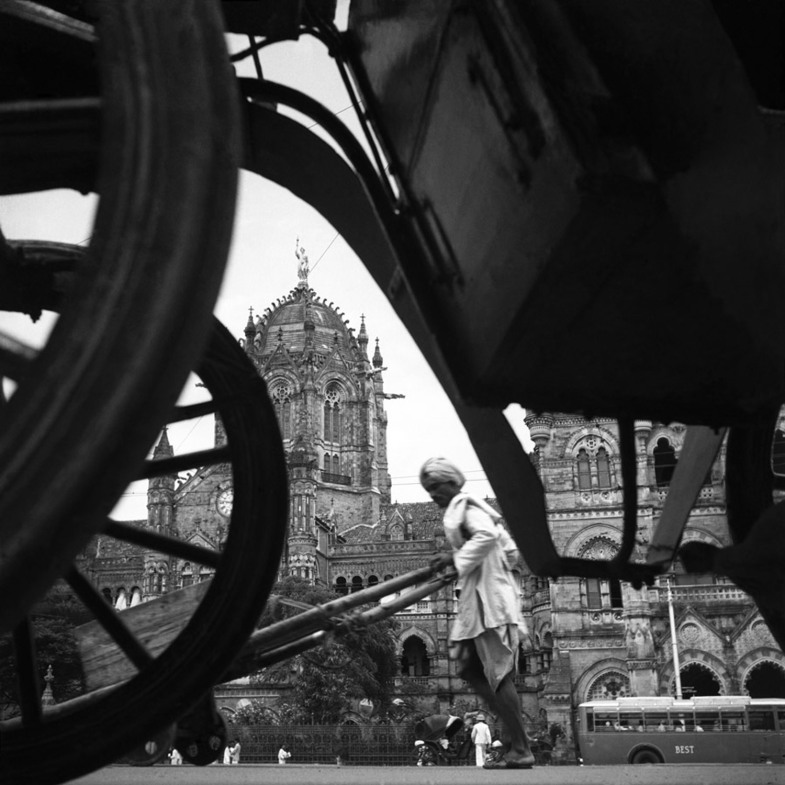
Victoria Terminus, 1940
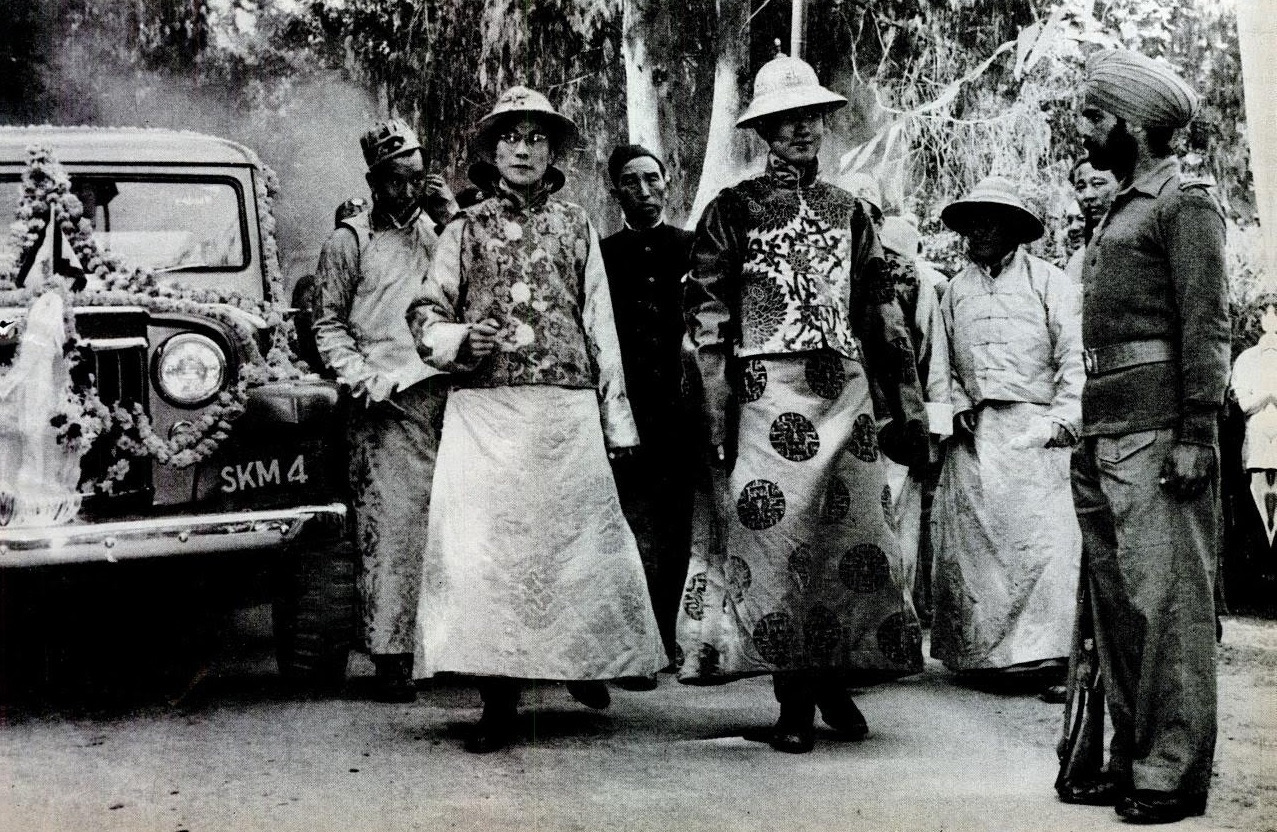
Dalajláma (vlevo) a Pančhenlama stojí oblečení do zlatých brokátových šatů, se zlatými klobouky a s autem, které jim bylo zasláno naproti, 1956